# Sararif
Sararif (arab. صراريف) – wieś w Syrii, w muhafazie Idlib. W 2004 roku liczyła 819 mieszkańców.